# Cressing Road
Cressing Road is een voetbalstadion in de Engelse plaats Braintree. Om sponsorredenen staat het stadion bekend onder de naam Amlin Stadium en het stadion biedt plaats aan 4.151 toeschouwers. Crossing Road vormt de thuisbasis van voetbalclub Braintree Town. Braintree Town komt in het seizoen 2015-16 uit in de National League, het vijfde niveau van de Engelse voetbalpiramide.